# あの時のように/永遠の約束
『あの時のように/永遠の約束』（あのときのように/えいえんのやくそく）は1994年2月5日に発売された山根康広3枚目のシングル。発売元は日本クラウン。

## 概要
デビュー曲の大ヒットを経て作られた1年ぶりとなるシングル。Wタイアップを獲得、オリコンチャートでは12週にわたってランクインを続けた。

## 収録曲
全曲共通　作詞・作曲・編曲：山根康広
1. あの時のように
テレビ朝日系「新空港物語」テーマ・ソング
2. 永遠の約束
テレビ朝日系「邦子がタッチ」テーマ・ソング
3. あの時のように（オリジナル・カラオケ）
4. 永遠の約束（オリジナル・カラオケ）